# Total War: Warhammer
Total War: Warhammer er et tur-baseret strategi og real-time Strategy-videospil udviklet af Creative Assembly og udgivet af Sega til Microsoft Windows via Steam. Spillet blev udgivet d. 24. maj 2016 til Windows.
Total War: Warhammer er det første ikke historiske Warhammer spil, idet at det foregår i Warhammer Fantasy-universet i stedet for en historisk tidsperiode, dog har spillet samme præmis som tidligere Total War spil, hvor der er et tur-baseret kort, hvor man styrer sine hære, byer og relationer med andre nationer, og real-time strategi slag når hære kæmper mod andre hære”
Siden spillet blev udgivet i 2016, er der kommet en efterfølger, som hedder Total War: Warhammer II, som så er blevet efterfulgt af Total War: Warhammer III.

## Gameplay
Spillet er et turbaseret strategispil med real-time strategi. Der skiftes mellem disse to, når man enten er på kampagnekortet eller går til kampkortet, hvor man styrer i real-time. I forhold til tidligere Total War-spil er der blevet introduceret fantasy-elementer i dette spil.
I spillet kan man spille som Warhammer-hærene "The Empire", "Greenskins", "Dwarfs", "Vampire Counts" og som "Bretonnians". Hver af dem har sine egne unikke enheder/soldater, og de har samtidig også deres egne egenskaber, der gør, at man skal ændre sine taktik. For eksempel har Bretonnia mange svage infanterienheder, men har nogle af de bedste hesteenheder. Man kan kun have et vist antal infanteri, eller får man "debuff". Dog kan "The Empire" kan have så meget infanteri, som man har lyst til.
Man kan også spille som andre, men kun hvis man køber dem som DLC ("downloadable content").

## Racer

### Imperiet
Imperiet (engelsk: The Empire), også kaldet Imperiet af Menneskeheden, er et menneskeligt rige lokaliseret i den "Gamle Verden". Nord for Imperiet ligger Klohavet, og længere mod nord ligger Norsca-halvøen, hvor vikingelignende stammer bor og foretager togter imod Imperiet. Vest for Imperiet ligger Bretonnia, et andet menneskeligt rige, som har relativt gode relationer med Imperiet. De Grå Bjerge fungerer som en naturlig barriere mellem dem. I selve bjergene bor der dværge og grønhuder, og derudover ligger også den tidligere imperiale stat Marienburg, en handelsrepublik, der købte sig til selvstændighed, da kejser Dieter IV Unfähiger regerede.Sydøst for Imperiet ligger Skovelverne, der holder sig for sig selv, mens Grænse-prinserne befinder sig længere mod syd, på den anden side af De Sorte Bjerge, der udgør Imperiets naturlige sydlige grænse. I bjergene bor dværge og grønhuder (gobliner og orker), som især er talrige længere mod syd i Badlands'ene. I det sydøstlige hjørne af Imperiet ligger Vampyrhertugerne, som har overtaget staten Sylvania. Øst for Imperiet findes dværge og grønhuder, og mod nordøst ligger Kislev, et andet menneskeligt rige, som er kendt for sin grænse til kaostilhængere i form af Norsca og Kaoskrigerne. Kislev og Imperiet har et relativt godt forhold på grund af deres fælles fjender i nord. Internt i Imperiet findes der Dyr-mænd, som lever i Imperiets enorme skove og angriber landsbyer og borgere generelt.
Imperiet er inspireret af tysk historie, kultur og især det Tysk-romerske Rige, hvilket ses i dets indviklede statsstruktur. Imperiet består af flere stater med en fælles kejser. Det er et valgmonarki, hvor kejseren vælges af kurfyrsterne og kirkerne i Imperiet. Dette system har medført, at staterne i Imperiet de facto er selvstændige, hvilket fører til interne stridigheder, eksempelvis over jord. Det teknologiske niveaue af Imperiet kan beskrives noget liggende perioden op til industrialisering.
Imperiet har en bred vifte af militærenheder, hvilket gør dets spillestil meget fleksibel. Enhederne inkluderer spydmænd, sværdmænd, storsværdmænd, bueskytter, riffelskytter, morterer, kanoner, kavaleri med heste og halvgryffer, granatkastere, kampvogne, troldmænd osv. Man kan spille som den nuværende kejser, Karl Franz I Holswig-Schliestein, kurfyrste af Reikland og prins af Altdorf, beskrevet som den bedste statsmand og general i Imperiet. Derudover kan man spille som øverste patriark Balthasar Gelt fra magi-universitetet eller lederen af Sigmar-religionen, Volkmar "the Grim" (DLC). Imperiets kampagne handler om at samle alle Imperiets stater under Reikland og kejseren.

### Vampyrer Hertugerne
Vampyrer Hertugerne (engelsk: The Vampire Counts), også kendt som de Udøde, er ledt af en eliteklasse af typisk aristokratiske vampyrer, hvoraf mange tilhører Von Carstein-familien. Selvom Vampyrer Hertugerne primært holder til i den Gamle Verden, især i Sylvania, stammer vampyrerne oprindeligt fra det, der engang var Khemri-riget/Nehekhara-civilisationen, beliggende langt mod syd. Deres historie begynder med den mægtige nekromantiker Nagash, hvis disciple Neferata skabte en eliksir, der gjorde hende til den første vampyr. Hendes nærmeste drak også af eliksiren og blev selv vampyrer, hvilket lagde grundlaget for de forskellige vampyriske blodlinjer. Efter Neferatas riges fald og Nehekhara-civilisationen sammenbrud spredte vampyrerne sig ud i alle verdens hjørner, hvor de etablerede deres egne domæner og blodlinjer. 
Historien om vampyrerne i Sylvania begynder med, at en mystisk mand ved navn Vlad von Carstein gifter sig med Isabella von Drak, datteren af den døende hertug af Sylvania, Otto von Drak. Efter Ottos død overtager Vlad styret over staten, og herefter påbegyndes en langsom vampyrisk korrumpering af Sylvania. Selvom Vlad korrumperede landet, var den lokale befolkning oprørske over for ham, da von Drak-familien i forvejen var dybt hadet.
I Warhammer kan man spille som vampyrerne Vlad, Isabella og Manfred von Carstein samt nekromantikeren Helman Ghorst, som starter i imperie-staten Sylvania, beliggende i det sydøstlige hjørne af Imperiet. Vampyr hertugerne anvender zombier, skeletter, ånder, ghouler, nekromantikere, monstre og andre vampyriske blodlinjer i deres hære. Deres hovedmål er at overtage Imperiet, da både Vlad og Manfred ser det som deres retmæssige plads at herske som Imperiets udødelige kejser.

### Dværgene
Dværgene, også kaldet Dværgeriget, er en race af korte, men robuste humanoid væsner, der typisk er omkring 150 cm høje. Warhammer-dværgene ligner de klassiske fantasi dværge, som man kender fra Ringenes Herre, men adskiller sig på flere måder. De er kendt for deres ekstreme stædighed, teknologiske udvikling og evige had til skaven og grønhuderne(orker og gobliner). Dværgene i Warhammer Fantasy bor typisk i holds, også kaldet karaks. Disse er stærkt befæstede bjergfæstninger, hvor dværgene miner efter værdifulde metaller. Dværgsamfundet er stærkt hierarkisk og styret af ældgamle traditioner. Hver karak regeres af en konge, der stammer fra en ældgammel kongeslægt, og under ham tjener adelige klaner, smede, krigere og handlende. Dværgene værdsætter håndværk, ære og loyalitet højere end noget andet. 
Dværgene i spillet har er kendetegnet af deres artilleri, tungt pansrede enheder og stærke fæstninger. Man kan spille som slayer-kongen Ungrim Ironfist, Grombrindal den Hvide Dværg, højkonge Thorgrim Grudgebearer som alle har start postionen ved dværge rigets hovedstad Karaz-a-Karak. Derudover kan man spille som Belegar Ironhammer af clan Angrund som fås i en DLC. Hovedmålet for dværgene er gentage deres tabte holds og få hævn fra tidligere aktionere der er blevet begået imod dværgene. 

### Grønhuder
Grønhuder (engelsk: Greenskin) er et term, som dækker over orker og goblin-stammer og tekniset over andre racer i Warhammer Fantasy-universet. Navnet kommer fra begge racers karakteristiske grønne hudfarve, som skyldes, at racerne er en form for "spore-fungus." humanoid. De er kaotiske og brutale skabninger der lever for kamp og destruktion, drevet af en mystisk energi kaldet "Waaagh!" der samler dem i enorme horder under ledelse af de stærkeste og mest brutale høvdinge.
Orker selv er de største og stærkeste af grønhuder racerne. De er muskuløse og meget krigeriske. De er ofte organiseret i stammer, der er i konstant krig med enten med hinanden eller med andre racer. Orker lever for kamp og ser magt som den eneste reelle målestok for respekt. De følger de stærkeste ledere, kendt som "Warbosses", der samler enorme horder og igangsætter blodige kampagner kaldet "Waaagh!s". Orker er udholdende, robuste og kan overleve alvorlige skader, hvilket gør dem til frygtindgydende fjender på slagmarken. Deres teknologiniveau er temmelig lavt i forhold til de menneskelige riger, og det ser ofte klodset og primitivt ud. Derimod er goblins mindre og svagere end orker, men de er langt mere snu, lumske og lidt mere intelligente. De fungerer ofte som orkernes underordnede, men de kan også danne deres egne selvstændige stammer, og har også få gange i historien ledt orker stammer. Goblins foretrækker modsat orker at bruge list, overfald og numerisk overlegenhed frem for ren fysisk styrke. De er kendt for deres onde fejhed og tendens til at stikke af, hvis en kamp ser ud til at gå imod dem. Det har gjort at de fungerer ofte som orkernes sekundære tropper, som udfylder roller som spejdere, bueskytter og let infanteri.
Dog selv bland orker og goblins er der 3 underkategorier ved begge racer, hos orkerne er det de almene orker, De Vilde Orker og Sorte-orker. Almene Orker den mest udbredte ork-type. Så er der De Vilde Orker (engelsk: Savage Orcs) som er mere fanatiske omkring grønhud guderne Gork og Mork, de går næsten nøgne rundt og bruger krigsmaling og primitive våben som knogler og køler. Den sidste underkategori er Sorteorker (engelsk: Black Orcs)som er de største og stærkeste af orkere, de er kendt for deres disciplin og tunge sorte rustning, modsat de andre to slags orker er disse orker blevet skabt af kaos dværgende som er en kaos korrumperet version af dværgene. Kaos dværgene ville bruge dem som de ultimative slaver, men de gjorde oprør og sprede sig rundt efterfølgende.
Gobelinernes underkategorier er almende goblins, skovgobliner og natgobliner. Almene gobelins den mest udbredte goblin-type. Skovgobliner er gobliner som beboere de mørkeste skove i den gamle verden, hvor de har formet en form for partnerskab med kæmpe edderkopper som beboere skovene. Dette "partnerskab" har medført at de bruger edderkopperne som føde og kavaleri, dog har deres isolation også medført at de er også teknologisk bagud forhold til de andre gobliner. Natgobliner er gobliner som har udviklet sig til underjordiske omstændigheder. De er kendt for deres maniske ansigtsudtryk, som forekommer på grund af deres svampe misbrug, som gør at de "går helt for forstaden".
Men grønhuder faktionerne er ikke begrænset til orker og goblins, der er også andre grønhuder som snotlinger som typisk gror op til knæhøjde, de er ikke særlig intelligente selv blandt grønhuder, den sidste grønhuder som arbejdere sammen med andre grønhuder er squiggerne, som bedst kan beskrives som halvt dyr og halvt svamp, de kendetegnet af at fungere som en for kæledyr, husdyr og hest for andre grønhuder og især for goblins. Derudover er der også trolle, som er store, dyriske og dumme væsner som kommer i flere variationer som har tilsluttet sig grønhud stammer, deres motivation kan være blandet, fra at de er tvunget til at være med, til de får mad. Det samme gælder for kæmper/giganter som også følger grønhuderne i kamp, hvor det ikke er ukendt for dem at æde deres modstandere.
I spillet kan man spille som orkerne Grimgor Ironhide, Azhag Slagteren, Wurrzag den dansene profet og goblins krigsherren Skarsnik(DLC). Alle undtagen Skarsnik har det samme mål som er at gå på et warrgh og sprede destruktion til imperiet eller dværgene.  Skarsniks kampagne handlere mere om at returnere og indtag hans hjemmebasse i "Eight Peaks", hvor en orker har forrådt ham og selv overtaget bassen. 

### Bretonnia (Gratis DLC)
Bretonnia er et feudalt middelalderrige, der tager inspiration fra middelalderens Frankrig og England samt ridderidealernes kodeks og kong Arthur legenden. Bretonnia befinder sig på den vestlige side af Gråbjergene og grænser op til Loren skoven i sydøst, nordfor Klohavet og derefter Norsca halvøen og vestfor er det "Store Ocean". Riget består af 13 hertuger, som har en spredt befolkning af bønder som er styret af lokale baroner. Bretonnias stærkt ridderlige kultur har formet adelsstandens tankegang, hvilket har medført en foragt for skydevåben. Adelen ser skydevåben som dekadente og æreløse, da det anses som langt mere ædelt at møde sin fjende i nærkamp. Derfor er det kun bønderne, der gør brug af buer, blider og andre former for skydevåben.
Bretonnias tro er centreret om Damen af Søen, en mystisk og guddommelig figur, der fungerer som rigets beskytter og vejleder. Damen spiller en central rolle i ridderkulturen, da det er hende, der udvælger og velsigner de mest værdige riddere. De, der opnår hendes gunst, bliver Gral-riddere ved at drikke fra den Hellige Gral, hvilket giver dem overnaturlige kræfter og gør dem til eliten blandt Bretonnias riddere.
I spillet er kampagnemålet for Bretonnia at indsamle ridderlighed. Dette opnås ved at vinde kampe, bygge bestemte strukturer eller udføre handlinger, der stemmer overens med ridderkulturens kodeks. Ridderlighed kan dog også mistes, for eksempel ved at konstruere værtshuse eller ved at erklære krig mod andre bretonnianske fraktioner. Man kan spille som Kong Louen Leoncoeur, Bretonnias hersker og en af de mægtigste riddere i riget. Derudover kan man spille som Fay Enchantress, den højeste repræsentant for Damen af Søen og Alberic de Bordeleaux hertugen af Bordeleaux. 

### Dyr-mænd (DLC)
Dyr-mænd (engelsk: Beastmen) er en kaosforvredet race, bestående af groteske hybrider mellem dyr og mennesker. Deres udseende varierer, men de fleste har gedebukke-lignende træk, såsom horn, pels og klove. Dyr-mændene blev skabt af kaosenergi, der muterede dyr og mennesker til disse skabninger. Deres oprindelse går tilbage til en tid, hvor kaosenergi strømmede frit i verden og forvrængede naturen. Dyr-mændene ser sig selv som kaosens børn, udvalgt til at ødelægge civilisationen og bringe verden tilbage til en tilstand af vild natur, altså deres "guldalder".I deres øjne var "guldalderen" en tid, hvor menneskeheden bestod af primitive stammer, som let kunne overmande. Men da civilisationen voksede og mennesker byggede byer og befæstninger, blev Dyr-mændene skubbet ud i skovene og de mørke kroge af verden. I disse skove har de bygget skjulte lejrpladser og helligdomme til kaosguderne, som de bruger som skjul under deres konstante plyndringstogter, hvor de angriber landsbyer, dræber indbyggerne og brænder alt til jorden.
Dyr-mændene lever i semi-nomadiske flokke, hvilket betyder, at de ikke kan besætte bosættelser. I stedet fungerer deres floks lejr som deres base, hvor de kan rekruttere enheder afhængigt af, hvilke bygninger de har opført. Flokkene følger et socialdarwinistisk princip, hvor kun de stærkeste kan lede. Hierarkiet er præget af, at Dyr-mænd med små eller ingen horn er nederst, mens de med større horn som Gors og Minotaure er højere i hierarkiet. Den højeste position i en flok er som en Bæst-Herre, som ikke er defineret af race, men af den enkeltes styrke og brutalitet. 
Dyr-mændene blev tilføjet som en spillebar race i DLC'en "Call of the Beastmen", som også introducerede den eksklusive kampagne "An Eye for an Eye", hvor man spiller som Khazrak den Enøjede, der har sat sig for at jage sin nemesis, Boris Todbringer, leder af Imperiets stat Middenheim. I "The Old World"-kampagnen kan man spille som de legendariske Dyr-mænd, Khazrak den Enøjede, Malagor den Mørke Varsel og Morghur. 

### Norsca (DLC)
Norsca eller Norse er et folk, der primært lever på den kolde og bjergrige Norsca-halvø. Folket er opdelt i flere stammer, og hver stamme har sine egne interesser og kultur. Fælles for næsten dem alle er, at de er tilhængere af Kaos og tilbeder en af Kaosguderne. På grund af det barske klima og den ugæstfrie natur er de tvunget til at være hårdføre, krigeriske og dybt afhængige af styrke og overlevelse.
Landskabet i Norsca er præget af iskolde tundraer, skove og sneklædte bjergkæder, hvor kun de stærkeste kan overleve. Kysterne er hjemsted for brutale vikingelignende søfarere, mens de indre områder bebos af stammer, der lever af jagt, plyndring og blodofringer til Kaosguderne. Denne ekstreme livsstil gør, at Norscanerne ser på de civiliserede folk mod syd som svage og dekadente. I spillet kan man spille som Wulfric Vandreren og Trollekongen Throgg. Norsca-fraktionerne har en mekanik, hvor de kan dedikere besejrede bosættelser til en af Kaosguderne for at modtage gaver fra den bestemte gud. Derudover har de også en mekanik hvor de kan jagte legendariske monstre og rekruttere dem til egne hære, hvis det skulle lukkes at besejre dem.

### Kaos Krigerne (DLC)
Kaos-krigerne (engelsk: Warriors of Chaos) er primært mennesker fra den nordlige del af den Gamle Verden, som er kaldet de nordlige Kaos-ødemarker eller bare de nordlige ødemarker. De er disciple af kaosguderne og deres mål er at bringe undergang til verden i deres guders navn, som er Nurgle, Khorne, Tzeentchs og Slaanesh. De kæmper ofte indbyrdes mod hinanden, fordi mange tilbedere kun tilbeder én af kaosguderne, mens de afviser de andre. Men enkelte individer kan og har samlet de forskellige fraktioner for at fremme Kaos som helhed.
Kaos-krigerne er en nomadisk hær, der ikke kan overtage bosættelser, men i stedet har deres egne lejre, hvor de kan konstruere bygninger for at få adgang til flere enheder og bonuser. Målet for en kaos kriger kampagne er udslette og plyndre den ikke kaos allierede verden, man starter i den sydlige del af kaos ødemarken ved siden af Norsca halvøen og nordøst for menneske riget Kislev. Som kaos krigerne kan man besejre og genoplive norsca factioneer som efterfølgende vil være en satellite stat som selv går i krig imod overherrens fjender. I spillet kan man spille som Sigvald den Pragtfulde, Archaon den Evige Valgte og Drage-ogren Kholek Solæder. 

### Skovelvere (DLC)
Skovelverne (engelsk: Wood Elves) også kendt som Asrai, er en elver-race, som har udviklet sig adskilt fra de Høje og Mørke Elvere. Skovelvernes hjemland er Athel Loren, også kendt som Loren-skoven, en kæmpestor skov beliggende under Bretonnia og sydvest for Imperiet. Der findes også et mindre skovelverrige i Laurelorn, som ligger i den nordvestlige del af Imperiet, nær Middenland og Nordland. Skovelverne var engang en del af det store elverimperium, men efter en stor krig mod dværgene forlod de fleste den gamle verden og søgte frivilig tilflugt i skovene.
Skovelverne lever i harmoni med skovens andre beboere, såsom kæmpeørne, elge og træånder. Træånderne er skovens oprindelige beboere og har forskellige holdninger til skovelverne, nogle ser dem positivt, mens andre anser dem for at være en pest. Dog har de fleste accepteret, at skovelverne er en del af skoven. Deres samfund består primært af elverne og træmændene, og deres hære omfatter både den levende natur og de mytiske væsner, der beskytter skovene
I Total War: Warhammer kan man spille som de legendariske herre Orion og Træmanden, Durthu. Skovelverne blev tilføjet som en spilbar race i DLC’en Realm of the Wood Elves. 

## Udvidelser
| Navn                     | Udgivelsesdato | Beskrivelse |
| ------------------------ | -------------- | --- |
| Chaos Warriors Race Pack | Maj 2016       | Tilføjede Kaos-krigerne som en ny spilbar race. Den tilføjede "Archaon the Everchosen", "Kholek Suneater" og "Prince Sigvald the Magnificent som mulige hær ledere. |
| Blood for the Blood God  | Juni 2016      | Tilføjede blod effekt. |
| Call of the Beastmen     | Juli 2016      | Tilføjjede Beastmen som en spilbar race og tilføjede en mini kampagne hvor man spiller som Khazrak den Enøjet som har målet at vækker kaos i provinsen Middenland. Den tilføjede 3 legendariske beastmen, Khazrak den Enøjet, Malagor den Mørke varsel og "Morghur the Shadowgave". |
| The Grim and the Grave   | September 2016 | Tilføjede nye enheder og ny here ledere til "Vampire Counts" og "Empire". Helman Ghorst mester necromanceren til "Vampire Counts" og "Volkmar the Grim" øverste leder af Sigmar religionen til "Empire".                                                                            |
| The King and the Warlord | Oktober 2016   | Tilføejde ny enhder og Skarsnik til "Greenskins" og tilføjede ny enheder og Belegar Ironhammer til "Dwarfs" |
| Wurrzag                  | Oktober 2016   | Tilføjede en unik "Greenskin" factionen med Wurrzag den store grønne prophet som leder af en "savage greenskin" stamme. |
| Grey Wizard              | December 2016  | Tilføjede "Grey Wizards" til "Empire". |
| Jade Wizard              | December 2016  | Tilføjede "Jade Wizards" til "Empire". |
| Realm of the Wood Elves  | December 2016  | Tilføjede skov-elvere som en spilbar race. Den tilføjede 2 hærfører med deres egen faktioner, Orion og Durthu træmanden. Derudover tilføjede den en mini kampagne, hvor man spiller som skov-elvere. Kampagnen tager sted i Athel Loren og Bretonnia.                               |
| Grombrindal              | Januar 2017    | Tilføjede Grombrindal også kaldt den hvide Dværg, som en hær fører til "Dwarf" racen. |
| Bretonnia                | Februar 2017   | Bretonnia blev tilføjet som en spilbar race i Total War: Warhammer med to forskellige hærførere og fraktioner. Kongen af Bretonnia, Louen Leoncoeur og den anden hærfører er Fay Enchantress, den øverste religiøse figur og repræsentant for Damen af Søen.                        |
| Isabella von Carstein    | Februar 2017   | Tilføjede Vlad Von Carstiens kone Isabella Von Carstein til "Vampire Counts" |
| Norsca                   | August 2017    | Tilføjede Norsca som en spilbar race med to faktioner den ene ledt af den intelligente troll Trogg og den anden af Wulfrik den Vandrende. |